# 宜保文雄
宜保 文雄（ぎぼ ふみお、1967年  - ）は、沖縄県豊見城市出身の日本の実業家。
高校卒業後に家賃保証サービス会社を起業。2023年時点ではレキオスホールディングス代表取締役社長、兼CEOを務める。

## 来歴
母子家庭で育ち、住居の確保に苦労する経験をした。
1986年10月、レキオスグループの前身となる家賃保証会社「沖縄信用保証」を仲間と共に起業。かつての自分のような母子家庭や「弱者」と呼ばれる人も安心して住まいを確保するための保証制度をつくろうと、事業をスタートさせた。
家賃債務保証制度は、当時全く認知されない全国でも先駆けた取り組みだった。加えて、保証するのが社会人としても未熟な19歳の少年のため門前払いが続き、やがて契約を取れるようになったものの、利益はわずかだった。アルバイトをかけもちし、その収入を会社の運転資金に充てた。創業時7人だった仲間は相次いで去り、2人だけが残った。創業9年目のクリスマスに最後の一人が辞め、宜保だけとなる。「仲間が抜け利益が出なくても、この事業が社会にとって必要なものだという確信があった」と後に宜保は語っている。
1996年、信用力を高めるために法人化し、株式会社おきしん保証サービスを設立。その後、家賃保証への理解が浸透してニーズが顕在化し、売上も増加した。2008 年には社名を株式会社レキオスに改める。
家賃保証事業を皮切りに、入居者のさまざまなトラブルに24時間対応するホットライン事業、 土地オーナー様向けに不動産を活用した資産運用や建築・設計を請け負う不動産事業、 賃貸対象物件の付加価値アップを期した無料インターネット導入を請け負うインターネットサービス事業、 低所得などによる経済格差解消を図ってスタートされた格安モバイルサービス「レキオスモバイル」事業、 母子家庭や障碍者・高齢者といった社会的弱者救済のための居住サポート事業、 市町村からの委託を受けての公営住宅賃貸管理事業等も手がける。
宜保は、2023年1月13日付琉球新報のインタビューで、通信事業の顧客拡大によって安定財源を確保し、その財源を創薬などの新しい産業や教育、福祉の充実や発展に注ぎ、社会に循環させていきたいと答えている。
同インタビューでは「教育、福祉は行政やNPO法人が担うというイメージが強いが、民間企業が経済活動で得た資金を資本に変え、そこで得た財源をまた教育や福祉に投資するという循環型の社会をつくる。それにより、日本の経済を押し上げる。その大きなビジョンを掲げる目的は一人ひとりのささやかな幸せを一つでも多く守りたいから。その志に賛同する仲間を沖縄に、全国に広げていきたいと思います。」とも述べた。